# Burgruine Gars am Kamp
Die Burgruine Gars am Kamp steht weithin sichtbar im Ort Thunau am Kamp in der Marktgemeinde Gars am Kamp im Bezirk Horn in Niederösterreich. Die Ruine der um 1120/1130 erbauten Höhenburg steht unter Denkmalschutz (Listeneintrag).

## Beschreibung
Die heterogen angeordnete Baugruppe der Höhenburg steht auf einem terrassenförmigen in drei Stufen abfallenden Gelände am Fluss Kamp.
Auf der höchsten Ebene steht die Hochburg, von einer Ringmauer umschlossen, auf der zweiten mittleren plateauförmigen Terrasse stehen der südliche Torturm und die Burgkapelle, westlich ein Saalbau aus dem 16. Jahrhundert sowie die umschließenden Befestigungen aus dem 13. Jahrhundert, auf der dritten unteren Ebene auf einer mit einem Burgweg verbundenen südlichen Terrasse steht in einer befestigten Vorburg die Pfarrkirche Thunau am Kamp. Ein kleiner Wappenstein der Familie Rotthal (bez. 1709) befindet sich über dem Portal zum Nordturm.

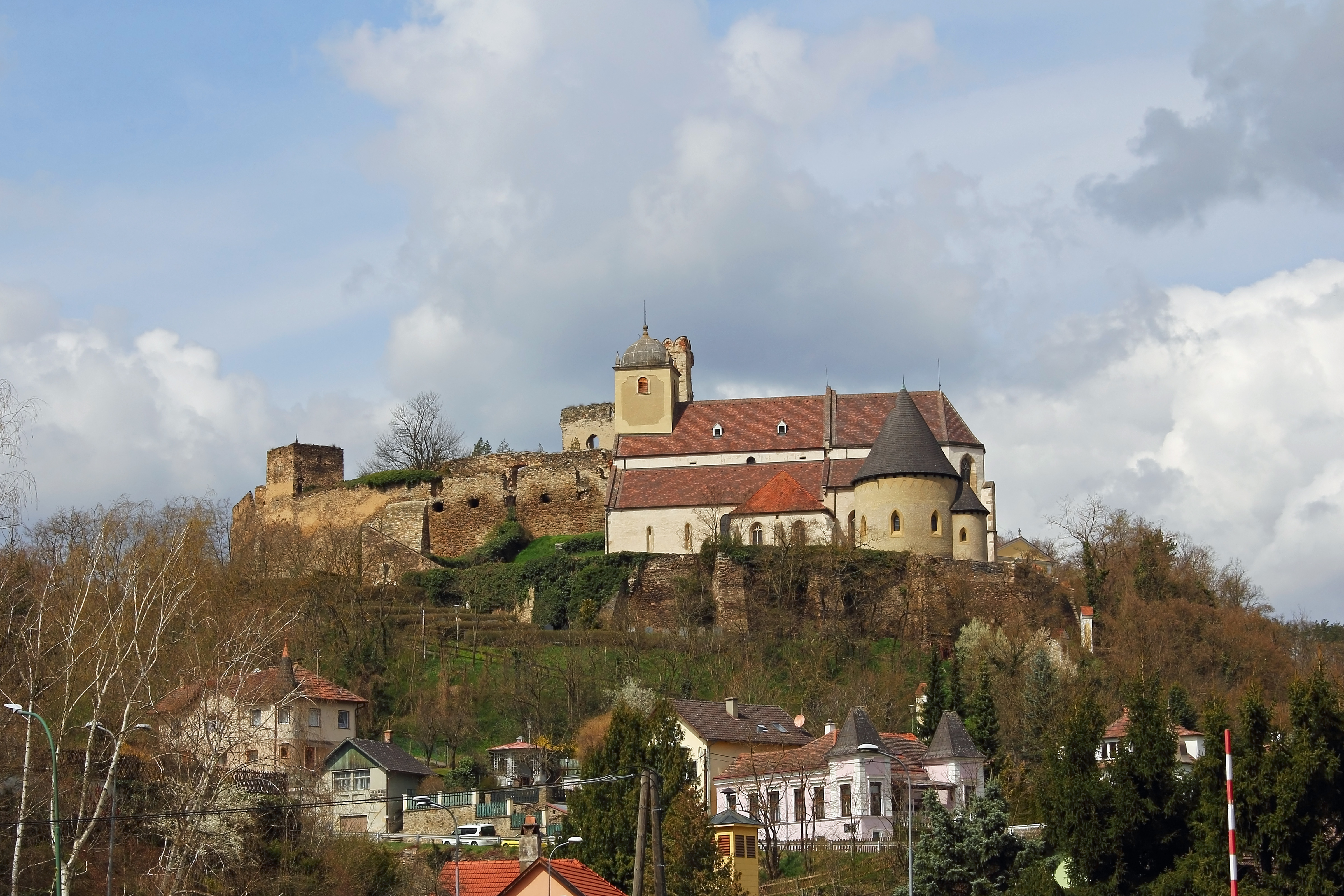
Pfarrkirche der hl. Gertrud, dahinter die Ruine, Thunau am Kamp
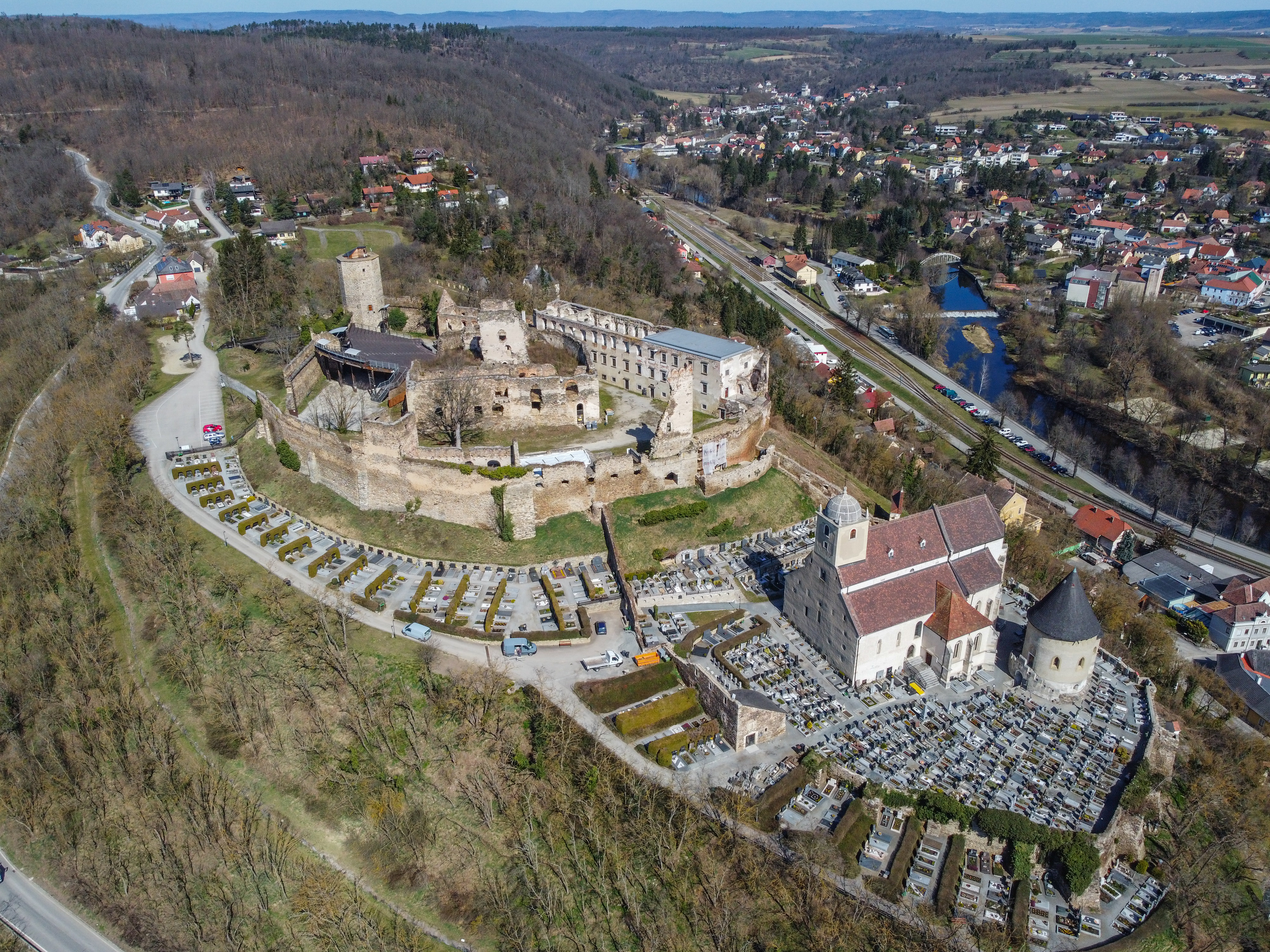
Burgruine Gars am Kamp und Pfarrkirche der heiligen Gertrud
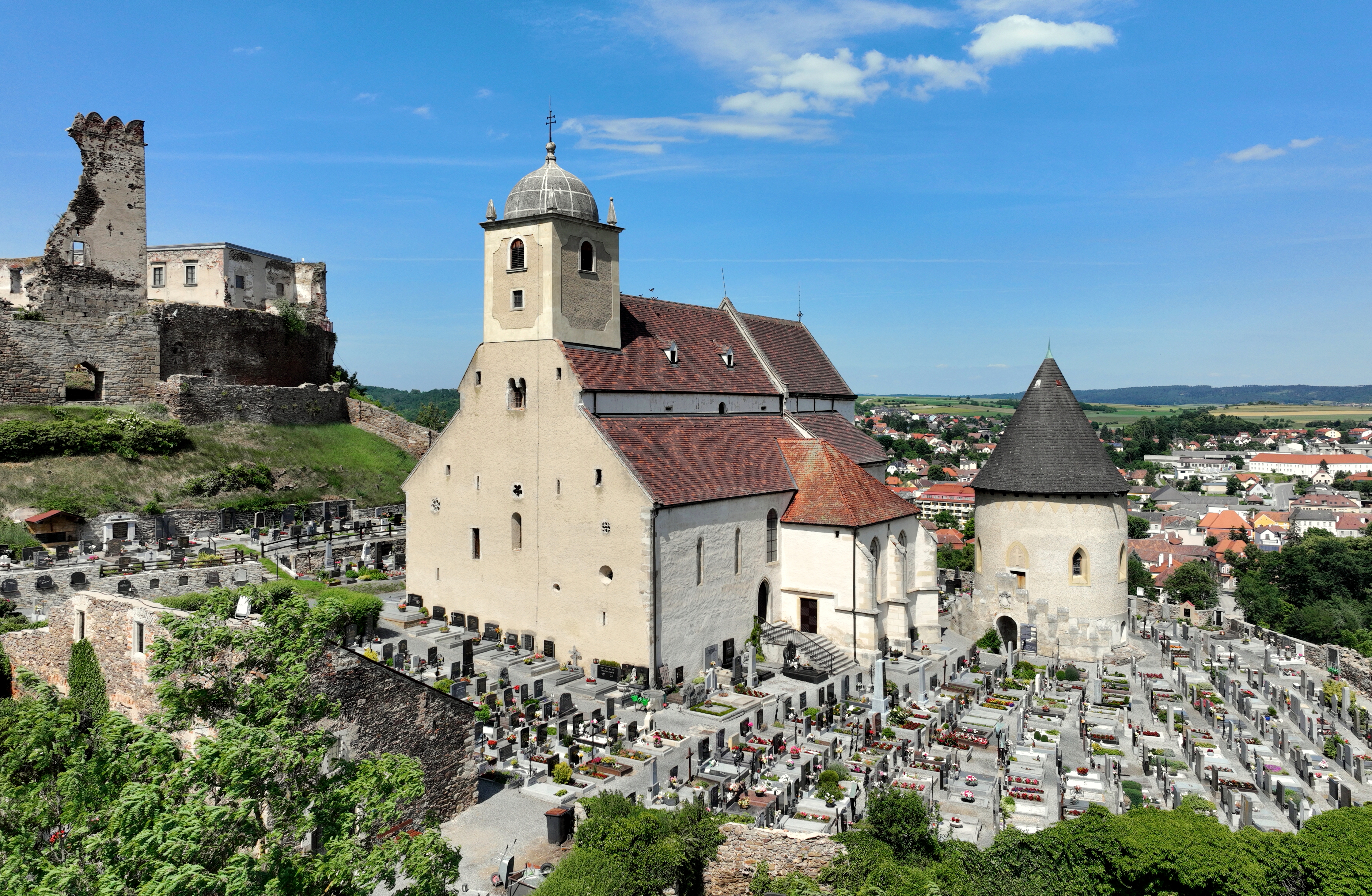
Kirche am südöstlichen Abhang des Burgberges

## Nutzung
Die Anlage wird seit den 1970ern als Veranstaltungszentrum genutzt und ist im Sommer Austragungsort für Opernaufführungen unter freiem Himmel.